# Hirasa dyscola
Hirasa dyscola är en fjärilsart som beskrevs av Eugen Wehrli 1953. Hirasa dyscola ingår i släktet Hirasa och familjen mätare. Inga underarter finns listade i Catalogue of Life.